# Igeltjärnen (Revsunds socken, Jämtland, 696775-146968)
Igeltjärnen är en sjö i Bräcke kommun i Jämtland och ingår i Ljungans huvudavrinningsområde.